# Steve Hooks
Stephen George Hooks (Ottumwa, 25 maart 1946 – München, 14 maart 2019) was een Amerikaanse jazzsaxofonist en -componist.

## Biografie
Hooks groeide op in Iowa en heeft vier broers en een zus. In 1959 verhuisde zijn familie naar Tomah, Wisconsin. Hij begon op 5-jarige leeftijd met pianolessen, begon op 9-jarige leeftijd met klarinet en speelde toen in de schoolband, waar hij in 1962 overstapte op de baritonsaxofoon. In 1963 verhuisde zijn familie naar Memphis (Tennessee), waar hij in 1964 klaar was met school en vervolgens middels een studiebeurs begon te studeren aan de Memphis State University, die hij opgaf voor een carrière als fulltime muzikant in het soulcircuit van Memphis.
Van 1966 tot 1968 diende hij in Missouri in het Amerikaanse leger en speelde daar in Fort Leonard Wood in de legerband. Vervolgens speelde hij met verschillende soul-, rock-'n-roll-, country- en jazzartiesten. In 1970 ging hij naar Los Angeles. Van 1972 tot 1975 reisde hij door Tennessee, Missouri, Kentucky en Oklahoma en trad hij op in steden als Saint Louis (Missouri), Dallas (Texas) en Nashville (Tennessee). Hij leidde zijn jazzband The Steve Hooks Band en speelde met grote namen als Al Aarons, Jimmy Smith, Paul Humphreys, Ray Drummond, Buddy Jones, Billy Childs, Ernie Andrews, Johnny Hammond Smith, Gary Willis, The Platters, The Drifters, The Ink Spots, Gabor Szabo, Raoul de Souza en John Patitucci. Vanaf 1969 speelde hij ook alt- en tenorsaxofoon. Gedurende deze tijd werkte hij ook als vaste songwriter in de staf van Broadway Music in Muscle Shoals (1973) bij Warner Brothers Music in Hollywood (1980) en Hitz Galore Music in Van Nuys (1981). Daar begon hij professioneel muziek te maken.
In 1995 verhuisde hij naar Duitsland, waar hij zich in München vestigde. Als muzikaal leider van The Weather Girls toerde hij tot 1999 door het land en gedurende tweeënhalf jaar met Charly Antolini tijdens zijn reizen door Duitsland, Oostenrijk, Italië en Zwitserland. Hij richtte ook een Steve Hooks Band op in Duitsland. Hij werkte voor verschillende studio- en filmproducties en ook met bekende muzikanten. Hooks is een van de saxofonisten die melodieën kan spelen op twee verschillende saxofoons. 

## Privéleven en overlijden
Hij is tweemaal getrouwd. Steve Hooks overleed in maart 2019 op bijna 73-jarige leeftijd en liet een zoon en een dochter achter.
- Gemeinsame Normdatei: 135256194
- International Standard Name Identifier: 0000 0000 5610 5689
- MusicBrainz: 182e4e4c-3d56-4087-a1a2-7fbfc892330f
- Virtual International Authority File: 80063658
- WorldCat: E39PBJB4dYWdbcyqJXkvdb3mh3